# Phloeomys
Phloeomys és un gènere de rosegadors de la subfamília dels murins, format per només dues espècies.

## Distribució i hàbitat
Són espècies endèmiques de les Filipines, on habiten l'illa de Luzon i les illes més petites de la costa. El seu hàbitat és el bosc, on es troben tan a prop del mar com a les muntanyes.

## Descripció
Es tracta d'espècies de rosegador de mida gran, que tenen una longitud conjunta del cap i del cos que varia entre 28 i 48 centímetres, amb una cua que fa entre 20 i 35 centímetres de llargada. El seu pes oscil·la entre 1,5 i 2 quilograms.
El seu pelatge és estampat, amb una part superior de color negre o marró i, de vegades estampada, i una part inferior blanquinosa. De vegades, els flancs també són blanquinosos, i fins i tot el cap pot ser parcialment més clar. La cua és peluda i de color negre. Les orelles són petites i rodones i el musell és curt. Les potes posteriors engrandides amb els dits i les urpes llargues són una adaptació a un estil de vida arbori. A diferència de la majoria de murins, les femelles d'aquest gènere només tenen un parell de pits.
L'espècie P. pallidus és lleugerament més clara i té una capa més suau que P. cumingi, encara que no és clar si aquesta és en realitat una espècie separada o només una variant local o de temporada.

## Ecologia
Són animals nocturns que durant el dia dormen en troncs d'arbres buits o en nius que han pres a d'altres animals. Són bons escaladors i generalment romanen als arbres. Segons els informes, viuen en parelles o en petits grups familiars. La dieta en estat salvatge és poc coneguda, probablement basada en material vegetal. Els animals en captivitat també han consumit insectes i altres animals, encara que no se sap fins a quin punt formen part de la seva dieta en estat salvatge.

## Taxonomia
El gènere va ser descrit el 1839 per George Robert Waterhouse. Originalment va ser inclòs per Alston a la subfamília Phloeomyinae junt amb el gènere Nesokia (en realitat, un parent filogenètic proper a Bandicota i Rattus) a causa dels seus patrons oculars laminars similars. Fou considerat membre d'aquesta subfamília per Tate (1936) i Simpson (1945), juntament amb Chiropodomys, Coryphomys, Crateromys, Lenomys, Mallomys i Pogonomys. Posteriorment, Ellerman va demostrar que, excepte amb Crateromys, cap dada era compatible amb aquesta assignació. Posteriors anàlisis filogenètiques de seqüències mitocondrials completes de citocrom b de 13 dels 16 gèneres de murins filipins endèmics van unir a Phloeomys, Crateromys i Batomys en un clade separat d'altres gèneres endèmics vells.
Actualment forma part de la Divisió Phloeomys de la tribu dels fleominis.

## Estat de conservació
Espècies d'aquest gènere són animals relativament adaptables i sovint es troben a prop d'habitatges humans. En conseqüència, són caçats a moltes regions a causa de la seva carn i són susceptibles de patir en certa manera la destrucció del seu hàbitat. La UICN cataloga P. cumingi com a vulnerable i P. pallidus com en risc mínim.